# 岐阜県立森林文化アカデミー
岐阜県立森林文化アカデミー（ぎふけんりつしんりんぶんかアカデミー）とは、岐阜県が運営する専修学校。昭和46（1971）年に開校した岐阜県立林業短期大学校を改組し、2001年（平成13年）に開校した。履修期間は2年。学長は涌井史郎。

## 概要
林業の他、環境教育、木造建築、木工など、森林、木材に関わる分野を学ぶ専修学校である。隣接33ヘクタールの演習林での演習以外にも岐阜県内各地で実習が行なわれる。

## 学科
- 森と木のクリエーター科（対象年齢22歳以上）
- 森と木のエンジニア科（高校卒業程度対象）

## 卒業
- 卒業生は4年生大学編入が出来る。専修学校2年生として専門士の称号（短大相当）が与えられる[4]。

## 交通
- 東海北陸自動車道美濃インターチェンジより車で15分
- 長良川鉄道梅山駅より徒歩15分

## 著名な卒業生
- 天池信正